# Andreas Embirikos
Andreas Embirikos född 2 september 1901 i Brăila, Rumänien, död 15 mars 1975 i Aten, var en grekisk författare.
Embirikos var surrealist och räknas som grundare av den ortodoxa surrealismen i Grekland. Han studerade Freud och verkade själv under en kort period som freudiansk psykoanalytiker och var medlem av International Psychoanalytical Association.